# 长滩水库
长滩水库是中国四川省成都市蒲江县境内的一座水库，位于南河支流蒲江河上，建于1984年。水库正常库容为1700万立方米，集雨面积为123平方千米，海拔为564.2米。